# Eusyphax bivittata
Eusyphax bivittata är en insektsart som först beskrevs av Metcalf 1946.  Eusyphax bivittata ingår i släktet Eusyphax och familjen Derbidae. Inga underarter finns listade i Catalogue of Life.